# Zoltán Adorján

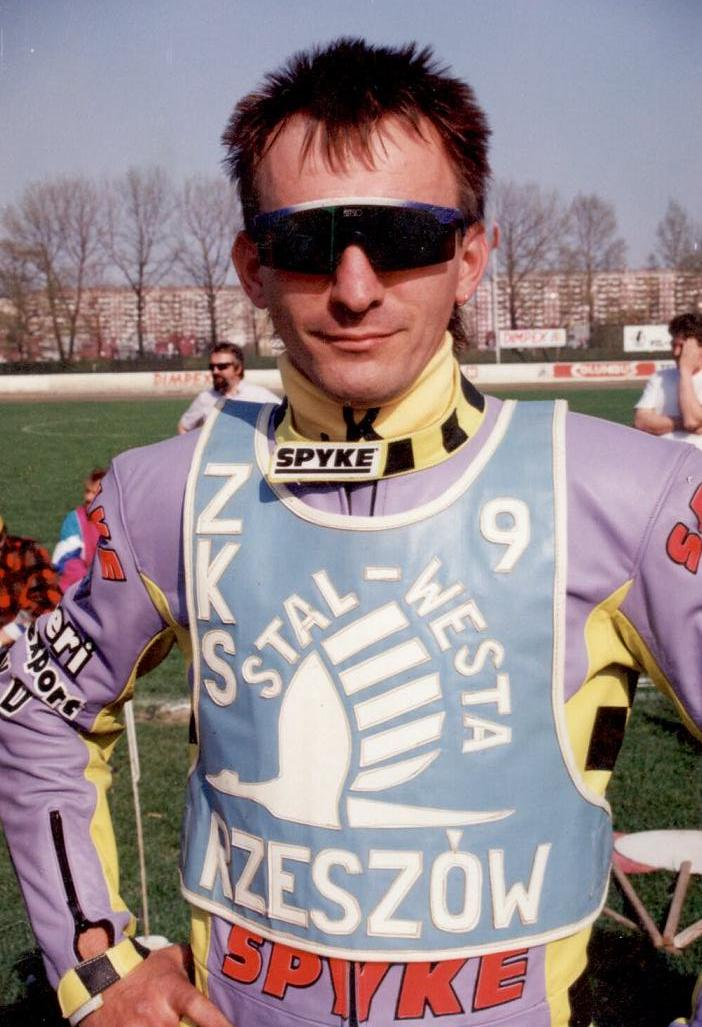
Zoltán Adorján

Zoltán Adorján (* 15. November 1961 in Debrecen) ist ein ehemaliger ungarischer internationaler Speedwayfahrer, der dreimal ein Speedway-Einzel-WM-Finale erreichen konnte und 1990 in Landshut bei der Best-Pairs-WM die Bronzemedaille erkämpfen konnte. Adorján gehörte weit über zehn Jahre zum ungarischen Nationalteam und gewann 1991 die Internationale Deutsche Speedwaymeisterschaft. Von 1991 bis 2000 startete er auch in der polnischen Liga.

## Erfolge

### Einzel
WM-Finale
Bradford/GB 1985: 2 Punkte, 14. Platz
München/D 1989: 4 Punkte, 15. Platz
Bradford/GB 1990: 2 Punkte, 16. Platz
Internationaler Deutscher Speedwaymeister: 1991

### Team
Best-Pairs WM-Finale 1990: 3. Platz
Kapitän der ungarischen Speedway-Nationalteams
Polnische Liga
Rzeszów: 1991–1995
Kraków: 1996
Grudziądz: 1997
Lublin: 1998–2000